# 青海石油管理局生活基地
青海石油管理局生活基地，是中华人民共和国甘肃省酒泉市敦煌市下辖的一个类似乡级单位。

## 行政区划
青海石油管理局生活基地下辖以下地区：
虚拟基地社区。